# Южный регион (Бразилия)
Южный регион, Южная Бразилия (порт. Região Sul do Brasil) — административно-статистический регион в Бразилии. Включает штаты Парана, Санта-Катарина и Риу-Гранди-ду-Сул и охватывает 576,300.8 км², являясь наименьшей частью страны. Население составляет 26 729 000 человек на 2007 год. Плотность населения — 46,37 чел./км².
Крупный туристический, экономический и культурный полюс Бразилии. Он граничит с Уругваем, Аргентиной и Парагваем, а также с Центрально-Западным и Юго-восточным регионом. С востока омывается водами Атлантического океана.
В XIX веке в регион приехало много иммигрантов-непортугальцев из Европы, что в значительной степени повлияло на демографию и культуру. Основные этнические группы Южной Бразилии: бразильцы португальского, немецкого, итальянского и славянского происхождения.
Крупнейшим и самым экономически развитым городом региона является столица штата Парана Куритиба, историческим культурным центром — столица штата Риу-Гранди-ду-Сул Порту-Алегри.
В Южной Бразилии сильны сепаратистские настроения, вплоть до имевших место попыток провозглашения Республики Гаучо Пампа (Republic of Gaucho Pampas) в штате Риу-Гранди-ду-Сул и Федеративной Республики Пампа (Federal Republic of Pampas) во всём регионе. (см.)

## Состав региона
В регион входят следующие штаты:
1. Парана
2. Санта-Катарина
3. Риу-Гранди-ду-Сул

## Статистика
- Валовой внутренний продукт на 2005 составляет 356.261.428.000,00 реалов (данные: Бразильский институт географии и статистики).
- Валовой внутренний продукт на душу населения на 2005 составляет 13.208,00 реалов (данные: Бразильский институт географии и статистики).
- Индекс развития человеческого потенциала на 2005 составляет 0,860 (данные: Программа развития ООН).

## Демография
| Город         | Штат              | Численность населения |
| ------------- | ----------------- | --------------------- |
| Куритиба      | Парана            | 1,828,092             |
| Порту-Алегри  | Риу-Гранди-ду-Сул | 1,441,554             |
| Лондрина      | Парана            | 505,184               |
| Жоинвили      | Санта-Катарина    | 487,003               |
| Кашиас-ду-Сул | Риу-Гранди-ду-Сул | 419,852               |
| Флорианополис | Санта-Катарина    | 416,564               |
| Пелотас       | Риу-Гранди-ду-Сул | 350,358               |
| Каноас        | Риу-Гранди-ду-Сул | 333,322               |
| Маринга       | Парана            | 324,397               |
| Фос-ду-Игуасу | Парана            | 309,113               |
| Понта-Гроса   | Парана            | 304,973               |